# 719
719 (DCCXIX na numeração romana) foi um ano comum do século VIII, do Calendário Juliano, da Era de Cristo, a qual teve início e fim num domingo, com a letra dominical A.
| ano completo                    |
| ------------------------------- |
| Ano comum com início ao domingo |